# HAT-P-7
HAT-P-7，是一颗位于天鹅座的恒星，距离地球1044光年，视星等为10.5，裸眼不能看到它，但条件良好的地方可以通过小型望远镜找到它。

## 恆星狀況
HAT-P-7是一個主序黃白矮星，其恒星光譜分類為F8。其質量為太陽質量的1.47倍，而半徑則為太陽半徑的1.84倍。這代表开普勒7比太陽重47%，並且比太陽闊84%。這顆星的表面重力為4.02 ± 0.01 cgs。這顆星的估計金屬量為[Fe/H] = 0.15 ± 0.08，而有效溫度則為6441 ± 69 K。其自轉速度為5.0 ± 1.2 km/s。 相比而言，身為黃矮星的太陽，其恆星光譜類型為G2V，自轉速度為2 km/s，有效溫度僅為5778 K，金屬量為[Fe/H] = 0.0122。
這顆恆星的視星等為10.46，代表人類肉眼是看不見這顆星的，必須以望遠鏡觀測。這顆恆星估計距離地球1044光年（320秒差距）。

## 行星系統

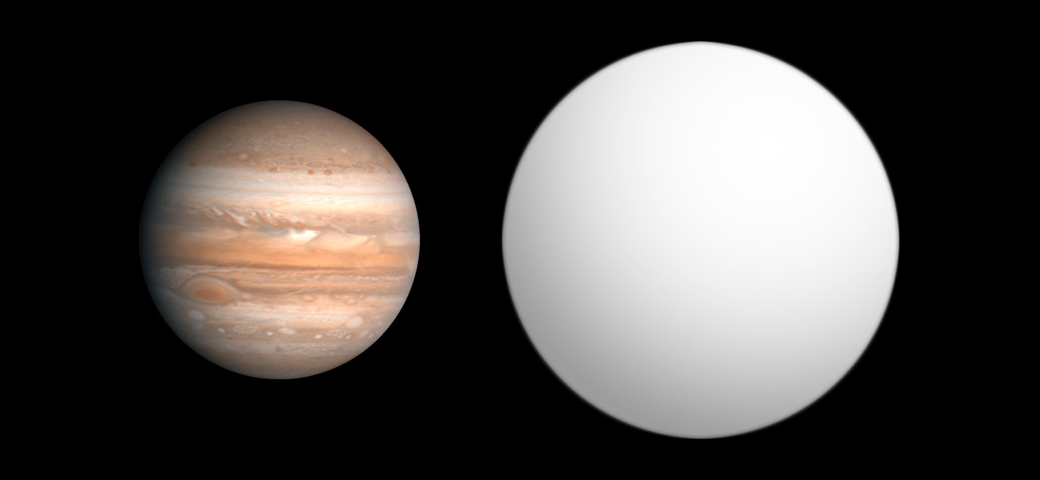
HAT-P-7b與木星的大小比較

HAT-P-7至今已知擁有一顆行星HAT-P-7b。這個行星是於2008年3月6日被匈牙利自动望远镜网络计划發現的，其發現方法為凌日法。
HAT-P-7b的半長軸只有0.0377 ± 0.0005 AU，顯示该行星的轨道十分接近其母星。而由于與恒星的加热，所以该行星的体积比木星大得多，並因此被歸類為熱木星。该行星面向恒星的一面的温度能达2730 K。该行星的軌道周期為2.2047299天，而軌道傾角則是 85.7°。HAT-P-7b的質量為1.776 木星质量，而半徑則為1.363+0.195木星半徑。其密度為930 kg m-3，而表面重力則為24.75 m/s²。
| 成員 (依恆星距離) | 质量                   | 半長軸 (AU)     | 轨道周期 (天)        | 離心率 | 傾角 | 半径     |
| ----------------- | ---------------------- | --------------- | -------------------- | ------ | ---- | -------- |
| b                 | 1.776 +0.077 −0.049 MJ | 0.0377 ± 0.0005 | 2.2047299 ± (4×10-6) | 0      | —    | 1.421 RJ |